# 書目探勘
書目探勘（bibliomining），就是將資料探勘技術運用於圖書館。它是資料探勘、書目計量學、統計學、報表工具的結合，以求從圖書館系統的大量資料中，粹取並了解讀者的行為模式，進而支援決策、改進服務。

## 起源
「書目探勘」（bibliomining）一詞是由學者Scott Nicholson提出，最早見於2003年Nicholson的“The Bibliomining Process: Data Warehousing and Data Mining for Library Decision-Making.”文章中。「書目探勘」早期在英文中，是以「Data mining in library」統稱，但Nicholson認為，多數包含“data mining” + “library”的文章， “library” 純粹指在資料探勘中的工具庫，而非討論“資料探勘應用於圖書館”，因此另創詞彙“bibliomining”予以區隔。

## 過程
在2003年Nicholson的“The Bibliomining Process: Data Warehousing and Data Mining for Library Decision-Making.”文章中，介紹了書目探勘的過程如下：
- 確定主題（determining areas of focus）；
- 決定圖書館內部與外部的資料來源（identifying internal and external data sources）；
- 建立資料倉儲，並予以收集、清理、與匿名化資料（collecting, cleaning, and anonymizing the data into a data warehouse）；
- 選擇適當的分析工具（selecting appropriate analysis tools）；
- 從探勘與分析的結果發掘資料樣態（discovery of patterns through data mining and creation of reports with traditional analytical tools）；
- 分析與實做（analyzing and implementing the results.）

## 應用
至於書目探勘在圖書館領域之應用，林湧順在其碩士論文「以資料探勘技術探討高中生使用圖書館之行為模式─以國立台灣師範大學附屬高級中學為例」中，有做出如下的歸納：
| 資料探勘技術 | 技術應用 |
| 關聯規則分析 | - 找出讀者個人特性與圖書之間的關聯性 - 利用讀者特性的相似性推薦圖書 - 將同質性的圖書推薦給適性的讀者 - 這是最多人使用的探勘技術 |
| 分類分析     | - 藉由讀者不同的特性與借閱紀錄，判別讀者間的相似性與相異性，找出各類特性的讀者對圖書的興趣。 - 以此模式推薦新書給讀者。         |
| 群集分析     | - 找出圖書與圖書、讀者與讀者之間的關係，以探討使用者的群集特性，並找出其借閱行為的傾向。                                        |
| 次序相關分析 | - 依據讀者借閱的順序，來推薦給其他未借閱之讀者。                                                                                |

## 書目探勘的資料倉儲
要進行書目探勘，必須先建立資料倉儲（data warehouse）。在2005年Nicholson的「The Basis for Bibliomining: Frameworks for Bringing Together Usage-Based Data Mining and Bibliometrics through Data Warehousing in Digital Library Services.」文章中，對圖書館的資料倉儲所應包含的內容，分為三大類別：作品（work）、使用者（user）、服務（service），有以下分別簡介：
- 作品（work）：
  - 來自作品本身的資訊：如作者、題名等。
  - 作品的詮釋資料：如subject heading。
  - 標釋出作品位置的資訊：如URL、索書號。

- 使用者（user）
  - 匿名化過後的使用者資料（Demographic Surrogate）。
  - 其他可用於了解使用者的資料：如IP位址、郵遞區號。

- 服務（service）
  - 各種圖書館服務的記錄：如流通、參考服務、館際互借等。

整體的資料倉儲概念圖，可以下圖表示：